# Steve Daines
Steve Daines, właśc. Steven David Daines (ur. 20 sierpnia 1962 w Van Nuys, Kalifornia) – amerykański polityk, senator ze stanu Montana od roku 2015, członek Partii Republikańskiej.